# Some Cities
Some Cities är det tredje albumet av bandet Doves. Den första singeln, "Black and White Town" släpptes den 7 februari 2005, två veckor före själva albumet den 21 februari. Albumet gick rakt in på den brittiska albumlistans förstaplats då det släpptes.

## Låtlista
1. "Some Cities" - 3:22
2. "Black and White Town" - 4:15
3. "Almost Forgot Myself" - 4:42
4. "Snowden" - 4:12
5. "The Storm" - 4:52
6. "Walk in Fire" - 5:34
7. "One of These Days" - 4:50
8. "Someday Soon" - 4:08
9. "Shadows of Salford" - 2:44
10. "Sky Starts Falling" - 4:11
11. "Ambition" - 4:00